# Tipula (Pterelachisus) spathifera
Tipula (Pterelachisus) spathifera is een tweevleugelige uit de familie langpootmuggen (Tipulidae). De soort komt voor in het Palearctisch gebied.